# Damian (Kokoneshi)
Damian, imię świeckie Dhimitër Kokoneshi (ur. 26 października 1886 we wsi Llëngë k. Pogradca, zm. 18 października 1973 w Pogradcu) – albański biskup prawosławny, więzień sumienia.

## Życiorys
Pochodził z rodziny o korzeniach arumuńskich, był synem Thanasa. W 1906 ukończył szkołę w Monastirze, a następnie pracował jako nauczyciel i kościelny w rodzinnej wsi. Zwolennik Fana Noliego, po upadku jego rządu w grudniu 1924 wyemigrował z kraju i rozpoczął naukę w seminarium w Janinie. W 1927 otrzymał święcenia kapłańskie z rąk Wissariona Xhuvaniego, a 31 lipca 1927 odprawił pierwszą mszę w rodzinnej miejscowości, gdzie prowadził działalność duszpasterską. 
W 1939 otrzymał godność archimandryty i przyjął imię Damian. W listopadzie 1942 objął stanowisko przewodniczącego Rady Narodowowyzwoleńczej we wsi Llëngë. Współpraca z komunistycznym ruchem oporu spowodowała, że należał do grona duchownych prawosławnych akceptowanych przez nowe władze. W styczniu 1948 znalazł się w składzie delegacji kościoła albańskiego, która odwiedziła Moskwę, w ramach obchodów 500-lecia autokefalii Kościoła rosyjskiego. W tym samym roku znalazł się w gronie członków Świętego Synodu, jako osoba zarządzająca diecezją w Beracie. W lutym 1950 wszedł w skład komisji kościelnej przygotowującej nowy statut Albańskiego Autokefalicznego Kościoła Prawosławnego. W 1952 objął funkcję ordynariusza diecezji Gjirokastra.
7 marca 1966, kilka dni po śmierci Paisjusza (Vodicy) Święty Synod kościoła albańskiego powierzył mu funkcję metropolity diecezji tirańskiej, a zarazem zwierzchnika Albańskiego Autokefalicznego Kościoła Prawosławnego. W 1967 Albanię ustanowiono państwem ateistycznym, zakazując prowadzenia praktyk religijnych, a Kokoneshi przestał pełnić funkcję zwierzchnika kościoła. We wrześniu 1967 zaprzestał działalności duszpasterskiej. Zmarł sześć lat później w domu swojej córki w Pogradcu, jako ostatni spośród hierarchów prawosławnych w Albanii.
Był wdowcem (żona Kostandina zmarła w roku 1939), miał czworo dzieci.
W 2003 został uhonorowany tytułem Honorowego Obywatela Korczy.